# Euippodes
Euippodes is een geslacht van vlinders van de familie spinneruilen (Erebidae).

## Soorten
- E. biplagula (Heyden, 1891)
- E. diversa Berio, 1956
- E. euprepes Hampson, 1926
- E. ituriensis Gaede, 1940
- E. perundulata Berio, 1956